# جورج والتون
جورج والتون (بالإنجليزية: George Walton) (و. 1749 – 1804 م) هو سياسي، ومحامي من الولايات المتحدة الأمريكية. ولد في فيرجينيا. كان عضوًا في الوطنيون.
توفي في أوغستا، جورجيا، عن عمر يناهز 55 عاماً.

## حياته وعمله
وُلد جورج والتون في مقاطعة كمبرلاند في ولاية جورجيا الأمريكية، وهناك جدل كبير حول تحديد سنة ميلاده بشكل دقيق، إذ يعتقد البعض أنه ولد في عام 1749. مع ذلك، ذكرت بعض الأبحاث أنه ولد في عام 1740، فيما تحدثت أخرى عن ولادته في عام 1749 و 1759. حددث كاتبة السير الذاتية الخاصة بالموقعين على إعلان الاستقلال الأمريكي، ديلا جراي بارثولوميو، ميلاد والتون بعام 1741. توفى والدا جورج والتون عندما كان رضيعًا، فتبناه عمه الذي دربه على العمل بالنجارة. كان والتون شابًا مجتهدًا، إلا أن عمه لم يشجعه على الدراسة، لاعتقاده بأن الصبيان المجتهدين في المدرسة خاملون في الحياة العملية. واصل والتون رداسته، وانتقل، في عام 1769، وبعد انتهاء فترة التدريب المهنية، إلى مدينة سافانا في ولاية جورجيا لدراسة القانون تحت إشراف السيد يونغ، وقُبل طلب انتسابه لنقابة المحامين في عام 1774. كان جون والتون شقيقًا لجورج والتون.
قبيل اندلاع الثورة الأمريكية، كان جورج والتون واحدًا من أنجح المحامين في جورجيا. كان والتون من المدافعين عن القضية الوطنية، وانتُخب أمينًا لمجلس مقاطعة جورجيا، وأصبح مع اندلاع الثورة رئيسًا للجان السلامة فيها. في عام 1776، شغل جورج والتون منصب مندوب في المؤتمر القاري الثاني في فيلادلفيا، وبقي فيه حتى نهاية عام 1778. في شهر يوليو من عام 1776، صوت والتون لصالح إعلان استقلال جورجيا مع كل من لايمان هول وباتن غوينيت. 
خلال الثورة الأمريكية، كان والتون أحد أفراد كتيبة الجنرال روبرت هاو. في التاسع من يناير عام 1778، تلقى والتون تفويضًا لشغل منصب عقيد في فوج جورجيا الأول من الميليشيات. أصيب جورج والتون خلال معركة سافانا عام 1778 بقيادة أرشيبالد كامبل، ووقع في الأسر. أصيب والتون في المعركة برصاصة أصابت فخذه وتسببت بوقوعه عن حصانه. ألقي القبض عليه بعد ذلك من قبل البريطانيين الذين سمحوا له بتلقي العلاج اللازم قبل إرساله إلى سجن سنبيري، حيث احتجز البريطانيون العديد من السجناء الآخرين. حُرر والتون، في شهر أكتوبر من عام 1779، من خلال صفقة لتبادل الأسرى.
وقع جون والتون، شقيق جورج والتون، على وثائق الكونفدرالية لولاية جورجيا في عام 1778 مع كل من إدوارد تلفير وإدوارد لانغورثي.
في شهر أكتوبر 1779، انتخب والتون حاكمًا لجورجيا لأول مرة، وظل في منصبه هذا لمدة شهرين فقط. في شهر نوفمبر 1795، عُين في مجلس الشيوخ الأمريكي لشغل مقعد جيمس جاكسون بعد استقالته. شغل جورج والتون مقعد مجلس الشيوخ من تاريخ 16 نوفمبر 1795 وحتى 20 فبراير 1796، وذلك عند انتخاب جوشيا تاتنال خلفًا له بشكل رسمي.
كان جورج والتون حليفًا سياسيًا للجنرال الإسكتلندي لاكان ماكينتوش، وكان لدًا لباتن جوينيت. تسببت المعارك السياسية التي خاضها جورج والتون ضد باتن جوينيت بطرده من منصبه مع توجيه اتهامات له بارتكاب أنشطة إجرامية مختلفة. أُدين والتون فيما بعد لدعمه مبارزة تسببت بوفاة جوينيت على يد لاكان ماكينتوش.

## مناصب
تولى منصب عضو مجلس الشيوخ الأمريكي، وعضو مجلس نواب ولاية جورجيا، وحاكم جورجيا.